# Harvey (Luizjana)
Harvey – jednostka osadnicza w Stanach Zjednoczonych, w stanie Luizjana, w parafii Jefferson.